# Arthur Gardiner Butler
Arthur Gardiner Butler (nascut el 27 de juny de 1844 a Chelsea, London - mort el 28 de maig de 1925 a Beckenham, Kent) era un entomòleg anglès, aracnòleg i ornitòleg. Va treballar al Museu britànic on va publicar molts treballs sobre la taxonomia d'ocells, insectes, i aranyes.
També va publicar articles sobre les aranyes d'Austràlia, Galáppagos, de Madagascar, etc.

## Obres

### Entomologia
- Monograph of the species of Charaxes, a genus of diurnal Lepidoptera. Proceedings of the Zoological Society of London 1865:622–639 (1866)
- Catalogue of diurnal lepidoptera of the family Satyridae in the collection of the British Museum (1868)
- Catalogue of Diurnal Lepidoptera Described by Fabricius in the Collection of the British Museum (1870)
- Lepidoptera Exotica, or, Descriptions and illustrations of exotic lepidoptera (1869–1874)
- Tropical Butterflies and Moths (1873)
- Catalogue of the Lepidoptera of New Zealand (1874)
- The butterflies of Malacca (1879).
- "Catalogue of the butterflies of New Zealand"(1880)
- with Herbert Druce (1846–1913), Descriptions of new genera and species of Lepidoptera from Costa Rica. Cistula entomologica, 1 : 95–118 (1872).
- On a Collection of Lepidoptera from Southern Africa, with Descriptions of new Genera and Species Ann. Mag. nat. Hist. (4) 16 (96) : 394–420 (1875)
- Descriptions of some new Lepidoptera from Kilima-njaro Proc. Zool. Soc. Lond. 1888 : 91–98 (1888)
- On two collection of Lepidoptera sent by H. H. Johnston, Esq., C.B., from British Central Africa Proc. zool. Soc. Lond. 1893: 643–684, pl. 60 (1894)
- Description of a new Species of Butterfly of the Genus Amauris obtained by Mr. Scott Elliot in East Central Africa Ann. Mag. nat. Hist. (6) 16 (91) : 122–123 (1895)
- Butler, On Lepidoptera recently collected in British East Africa by Mr. G. F. Scott Elliot Proc. zool. Soc. Lond. 1895 : 722–742, pl. 42-43 (1896)
- On two collections of lepidoptera made by Mr R. Crawshay in Nyasa-land Proc. zool. Soc. Lond. 1896 : 817–850, pl. 41-42 (1897)

### Ornitologia
- Foreign birds for cage and aviary, Order Passeres... (1896–1897) illustrated by Frederick William Frohawk (1861–1946)
  - Foreign birds for cage and aviary (1910)
- British Birds' Eggs: a handbook of British oölogy